# Theo Jörgensmann
Theodor Franz (Theo) Jörgensmann (Bottrop, 29 september 1948) is een Duits bassetklarinettist en componist.

## Levensloop
Jörgensmann wordt gezien als een van de belangrijkste free Jazz klarinettisten. Tijdens zijn dertigjarige carrière heeft Jörgensmann klarinet gespeeld op veel podia en op verschillende festivals in binnen- en buitenland. Hij heeft veel albums gemaakt en heeft hij gespeeld met onder anderen John Carter, Perry Robinson, Willem van Manen, Paul van Kemenade, Harry Emmery, Bobo Stenson en Lee Konitz. In 1983 geeft Theo Jörgensmann zijn eerste soloalbum uit met de titel Laterna Magica.
In 1984 richtte hij het German Clarinet Duo op samen met basklarinettist Eckard Koltermann. Van 1985 tot 1998 hij speelde met de Contraband van Willem van Manen, met wie hij bevriend was. In 1997 besloot Theo Jörgensmann weer een eigen groep op te richten. Jörgensmann is bekend doordat hij een eigen stijl had, en om zijn gevoel voor improvisatie. Zijn muziek getuigt van virtuositeit en emotionale rijkdom. Daarbij maakt hij een optimaal gebruik van de klankkleuren en grenzen van de klarinet. Jörgensmann hield zich ook bezig met onderwijs. Doorheen de jaren heen schreef hij veel over muziekfilosofie en gaf ook les op de Universität Duisburg-Essen en de Universiteit van Witten-Herdecke. Hij schreef met Rolf-Dieter Weyer het boek Kleine Ethik der Improvisation. In 1991 ontving hij de Cultuurprijs Bottrop. Zijn albums komen uit op de label HatHut Records.
In 2003 richtte hij een trio op met de jonge muzikanten Marcin Oleś en Bartłomiej Oleś uit Polen. Het tweede album van het trio Oleś Jörgensmann Oleś met de titel Directions werd door het Poolse internet-jazzmagazine Diapazon als "The Best Album Of The Year 2005" verkozen. Sinds 2008 speelt Jörgensmann in een Trio Hot samen met Albrecht Maurer en Peter Jacquemyn. 2009 vormde Jörgensmann met de contrabasklarinettist Ernst Ulrich Deuker het Deep Down Clarinet Duo. In 2011 hij vormde een nieuw trio - de Freedom Trio - met bassist Christian Ramond  en  gitarist Hagen Stüdemann. Na een twaalf jaar breken, hij werkt ook weer samen met pianist Bernd Köppen (cd „The story of Professor Unrat, 2011“).

## Discografie (selectie)
- Axiomatic 473’ Exploration, with Alessandro Ciccarelli and Lorenzo Santoro (Plus Timbre, 2024)
- Clarinet Summit, Clarinet Summit, with Perry Robinson, Gianluigi Trovesi, Bernd Konrad, Annette Maye, Sebastian Gramss, Albrecht Maurer und Günter "Baby" Sommer (2017)

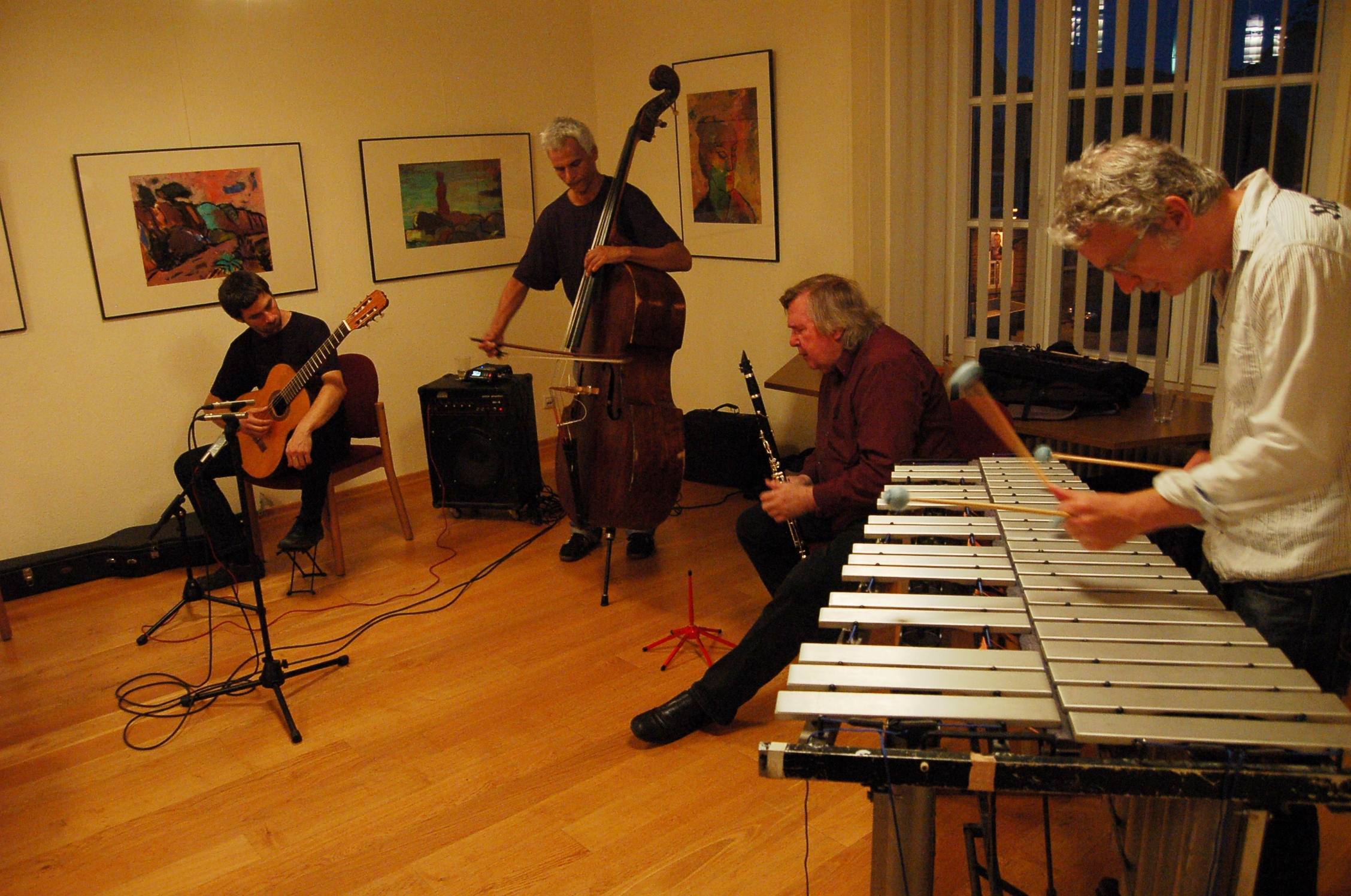
Theo Jörgensmann Freedom Trio met Christopher Dell; 2011

- Contact 4tett Loud Enough To Rock The Kraut (2015)
- Theo Jörgensmann Bucksch (2014)
- Theo Jörgensmann/Albrecht Maurer Melencolia (2011)
- Rivière Composers Pool, Summer Works 2009  (Emanem, 2010; 3cd-box) met Kent Carter, Albrecht Maurer, Etienne Rolin.
- Trio Hot Jink met Albrecht Maurer en Peter Jacquemyn (2008)
- Trio Oleś Jörgensmann Oleś Live in Poznań 2006 (2007)
- Trio Oles Jörgensmann Oles Directions met Marcin Oles en Bartlomiej Oles (2005)
- Theo Jörgensmann Fellowship met Petras Vysniauskas, Charlie Mariano, Karl Berger, Kent Carter en Klaus Kugel (2005)
- Trio Oles Jörgensmann Oles Miniatures (2003)
- Theo Jörgensmann Hybrid Identity met Christopher Dell, Christian Ramond en Klaus Kugel (2002)
- Theo Jörgensmann Eckard Koltermann Pagine Gialle (2001)
- Theo Jörgensmann Quartet Snijbloemen (1999)
- Ig Henneman Tentet Indigo met Han Buhrs, Tristan Honsinger, Ab Baars, Wibert de Joode (1998)
- Theo Jörgensmann Albrecht Maurer European Echoes met Barre Phillips, Bobo Stenson, Kent Carter en Wolter Wierbos (1998)
- Willem van Manen Contraband Hittit met Toon de Gouw, Paul van Kemnade, Frans Vermeersen, Arnold Dooyeweerd (1997)
- Impressionistic Improvisers Quartet IIQ met Eckard Koltermann, Jeroen van Vliet, Eric van der Westen (1996)
- Theo Jörgensmann John Fischer Swiss Radio Days Volume Three (1994)
- Theo Jörgensmann Werkschau Ensemble aesthetik direction (1993)
- Karoly Binder featuring Theo Jörgensmann Live at Music Academy Budapest (1993)
- Theo Jörgensmann Eckard Koltermann Perry Robinson Marterialized Perception (1992)
- Willem van Manen Contraband Live at Bim Huis Amsterdam met Toon de Gouw, Paul van Kemnade, Louis Lanzig, Marten van Norden, Hans Visser, Martin van Duynhoven onder andere (1988)
- Andrea Centazzo Mitteleuropa Orchestra Doctor Faustus met Carlos Zingaro, Gianluigi Trovesi, Carlo Actis Dato, Albert Mangelsdorff, Franz Koglmann, Franco Feruglio onder andere (1985)
- Franz Koglmann Pipetet Schlaf Schlemmer, Schlaf Magritte (1985)
- Theo Jörgensmann Laterna Magica solo (1983)
- Theo Jörgensmann Quartet next adventure met Georg Gräwe, Kai Kanthak, Achim Krämer (1981)
- Clarinet Summit You better fly away met John Carter, Perry Robinson, Gianluigi Trovesi, Didier Lockwood, Eje Thelin, J.F: Jenny-Clarke,Aldo Romano onder andere(1980)
- Theo Jörgensmann Quartet and Perry Robinson in time (1976)
- Radio Recordings Hessischer Rundfunk 1969-1993 met Rüdiger Carl, Peter Kowald, Alexander von Schlippenbach, Paul Lovens, Günter Christmann, Detlev Schönenberg onder andere (1973)

## Film over Jörgensmann
- Theo Jörgensmann, Bottrop, Klarinette (1987)